# (12460) Mando
Pour les articles homonymes, voir Mando (homonymie).
(12460) Mando est un astéroïde de la ceinture principale.

## Description
(12460) Mando est un astéroïde de la ceinture principale. Il fut découvert le 3 janvier 1997 à Chichibu par Naoto Satō. Il présente une orbite caractérisée par un demi-grand axe de 2,28 UA, une excentricité de 0,16 et une inclinaison de 7,6° par rapport à l'écliptique.